# 韦里尼翁
韦里尼翁（法語：Vérignon，法語發音：[veʁiɲɔ̃]）是法国普罗旺斯-阿尔卑斯-蓝色海岸大区瓦尔省的一个市镇，属于布里尼奥勒区。

## 地理
韦里尼翁（43°39'12"N, 6°16'24"E）面积36.9 平方千米，位于法国普罗旺斯-阿尔卑斯-蓝色海岸大区瓦尔省，该省份为法国东南部沿海省份，北起上普罗旺斯阿尔卑斯省，西北角与沃克吕兹省接壤，西接罗讷河口省，南濒地中海，东临滨海阿尔卑斯省。
与韦里尼翁接壤的市镇（或旧市镇、城区）包括：博迪昂、艾吉讷、昂皮斯、欧普斯、穆瓦萨克贝勒维、图尔图。

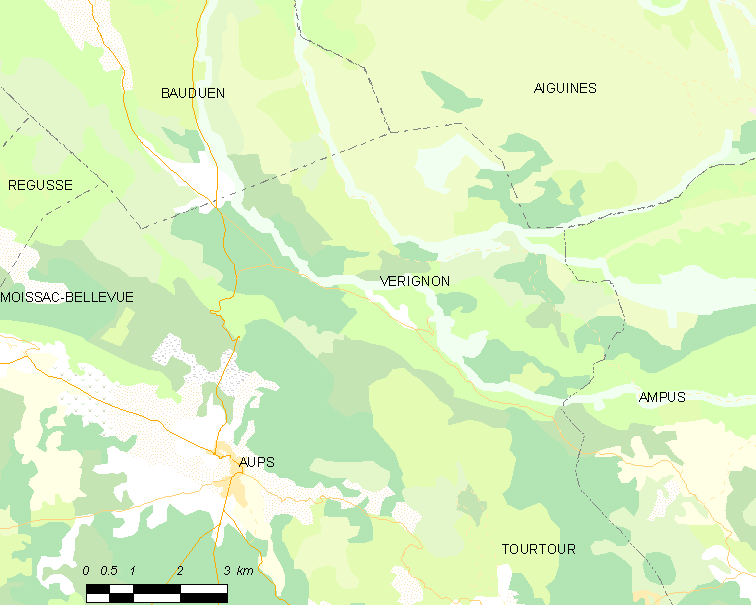
韦里尼翁的OSM定位图

韦里尼翁的时区为UTC+01:00、UTC+02:00（夏令时）。

## 行政
韦里尼翁的邮政编码为83630，INSEE市镇编码为83147。

## 政治
韦里尼翁所属的省级选区为弗拉约斯克县。

## 人口

1962-2008年间韦里尼翁人口变化图示

韦里尼翁于2022年1月1日时的人口数量为8人。